# 3551 Verenia
3551 Verenia là một tiểu hành tinh Amor và một tiểu hành tinh vượt Sao Hỏa được phát hiện năm 1983 bởi R. Scott Dunbar. Dù Verenia đã đi ngang qua trong vòng 40 Gm của Trái Đất trong thế kỷ 20, nó sẽ không lặp lại trong thế kỷ 21. Năm 2028 nó sẽ trong vòng 0.025 AU của Ceres.
Verenia được đặt tên theo vị vua La Mã huyền thoại Numa Pompilius.